# Maxim Mehmet
Maxim Mehmet (Kassel, 2 luglio 1975) è un attore tedesco.

## Filmografia parziale

### Cinema
- NVA, regia di Leander Haußmann (2005)
- Il Barone Rosso (Der Rote Baron), regia di Nikolai Müllerschön (2008)
- Fleisch ist mein Gemüse, regia di Christian Görlitz (2008)
- U-900, regia di Sven Unterwaldt Jr. (2008)
- Es kommt der Tag, regia di Susanne Schneider (2009)
- Männerherzen, regia di Simon Verhoeven (2009)
- 66/67, regia di Jan-Christoph Glaser e Carsten Ludwig (2009)
- Liebe Mauer, regia di Peter Timm (2009)
- Segreti nel vicinato (Unter Nachbarn), regia di Stephan Rick (2011)
- Männerherzen... und die ganz ganz große Liebe, regia di Simon Verhoeven (2011)
- Faust, regia di Aleksandr Sokurov (2011)
- Westerland, regia di Tim Staffel (2012)
- Sputnik, regia di Markus Dietrich (2013)
- My Skinny Sister (Min lilla syster), regia di Sanna Lenken (2015)
- Heidi, regia di Alain Gsponer (2015)
- Wie Männer über Frauen reden, regia di Henrik Regel (2016)
- Schatz, nimm du sie!, regia di Sven Unterwaldt Jr. (2017)
- Baghdad in My Shadow, regia di Samir (2019)
- Tell It Like a Woman, registi vari (2022)

### Televisione
- Der Untergang der Pamir - film TV (2006)
- Nacht vor Augen - film TV (2008)
- La contadinella saggia (Die kluge Bauerntochter) - film TV (2009)
- Un marito fedele (Männertreu) - film TV (2014)
- Tatort - serie TV, 21 episodi (2008-2015)
- In nome di mio figlio (Im Namen meines Sohnes) - film TV (2015)
- Friesland - serie TV, 15 episodi (2018-2024)
- Citadel: Diana – serie TV, episodi 1x01-1x02-1x03 (2024)